# 大橋町 (高崎市)
大橋町（おおはしまち）は、群馬県高崎市の地名。郵便番号は370-0803。面積は0.20km2(2012年現在)

## 地理
高崎市の中央部、市街地の北部に位置している。

## 歴史
1960年からある地名である。もとは高崎市赤坂の一部と、旧飯塚村のうち鉄道以南と俗称された地域であった。

### 年表
- 1885年（明治18年）10月15日 高崎駅 - 横川駅間の鉄道開通と同時に、現在の当町の区域に飯塚駅（いいづかえき）が開業。
- 1919年（大正8年）8月1日 当町にある飯塚駅が北高崎駅に改称する[5]。
- 1960年（昭和35年） 高崎市赤坂の一部と、旧飯塚村のうち鉄道以南と俗称された地域が合併し成立した。
- 2001年（平成13年）3月 北高崎駅の南口駅舎が2代目駅舎に改築される。

## 世帯数と人口
2017年（平成29年）8月31日現在の世帯数と人口は以下の通りである。
| 町丁   | 世帯数  | 人口    |
| ------ | ------- | ------- |
| 大橋町 | 589世帯 | 1,126人 |

## 小・中学校の学区
市立小・中学校に通う場合、学区は以下の通りとなる。
| 番地 | 小学校           | 中学校             |
| ---- | ---------------- | ------------------ |
| 全域 | 高崎市立西小学校 | 高崎市立第一中学校 |

## 交通

### 鉄道
JR東日本信越本線北高崎駅がある。

### 道路
国道は通っていない。県道は群馬県道25号高崎渋川線、群馬県道29号あら町下室田線が通っている。

## 施設

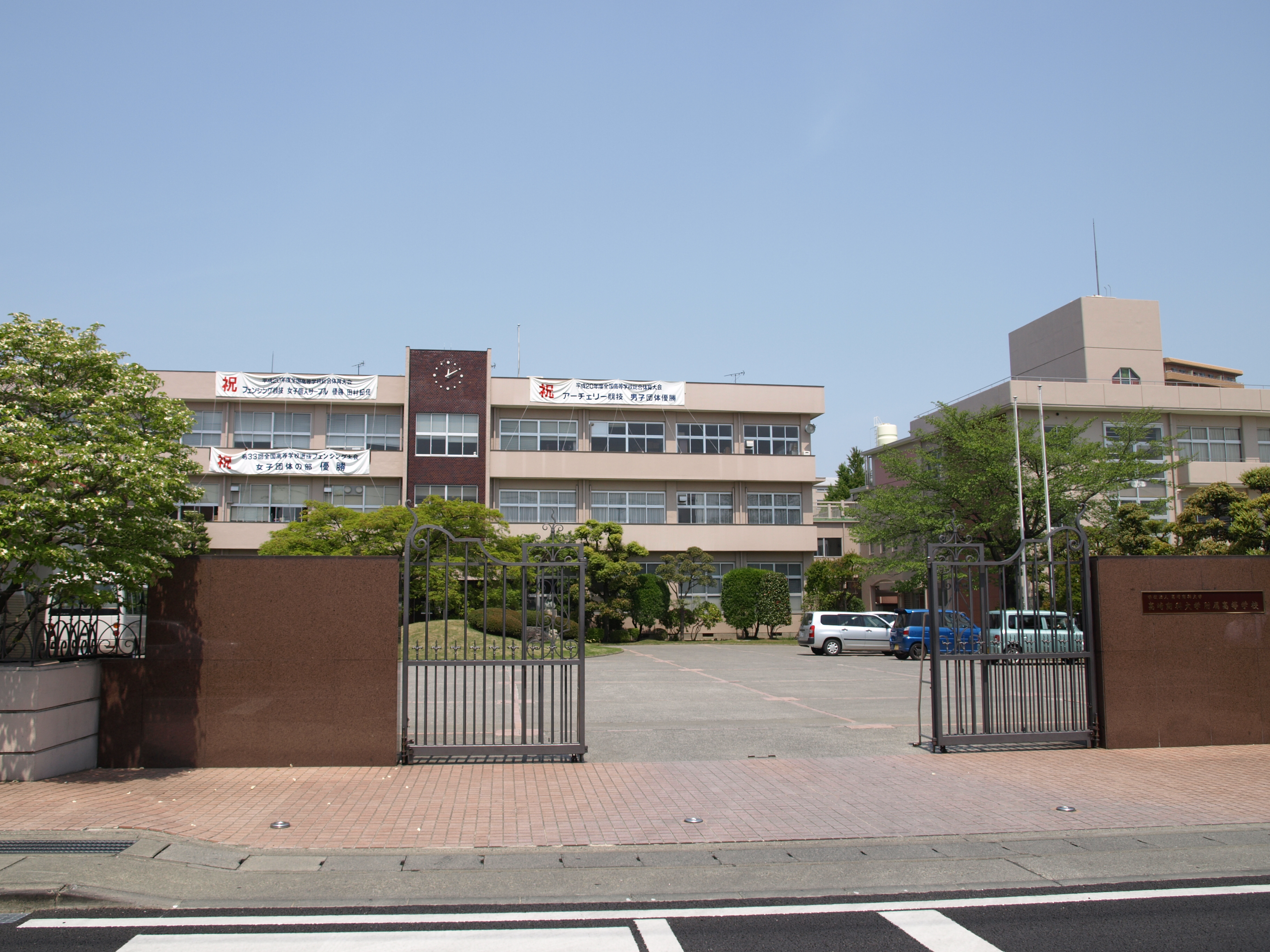
高崎商科大学附属高等学校

- JR東日本信越本線北高崎駅
- 高崎商科大学附属高等学校
- 高崎商科大学佐藤幼稚園
- 三山幼稚園